# Heterocuma africanum
Heterocuma africanum is een zeekommasoort uit de familie van de Bodotriidae. De wetenschappelijke naam van de soort is voor het eerst geldig gepubliceerd in 1908 door Zimmer.